# Florrie Rost van Tonningen-Heubel
Florentine Sophie (Florrie) Rost van Tonningen-Heubel (Amsterdam, 14 november 1914 – Waasmunster, 24 maart 2007) was een Nederlands nationaalsocialiste. Zij was de echtgenote van NSB-voorman Meinoud Rost van Tonningen en bleef na de Tweede Wereldoorlog en de dood van haar man in 1945 het nationaalsocialisme haar leven lang ondersteunen en uitdragen. Daarom stond ze bekend als de Zwarte Weduwe.

## Jeugd
Florrie Heubel werd in Amsterdam geboren als dochter van Gustav Adolph Heubel (1875-1952), bankier bij de firma Jan Kol & Co (familiaal verbonden met de Utrechtse Bank Vlaer & Kol) en zoon van Anna Elisabeth Kol, en Cornelie van Haren Noman (1883-1949). Het gezin telde vier kinderen, naast Florentine (ook wel Florrie genoemd) dochter Annie (geboren in 1906) en zonen Dolf (1904) en Wim (1910). Florrie Heubel groeide op in Hilversum. Toen de jonge prinses Juliana een bezoek aan Hilversum bracht, werd Florentine Heubel samen met haar broer Wim gevraagd een partijtje tennis tegen de prinses te spelen. In de jaren dertig werden Florrie en Wim Heubel actief in de Nationale Jeugdstorm, de jeugdbeweging van de Nationaal-Socialistische Beweging (NSB). Ze studeerde toen biologie aan de Universiteit Utrecht, met interesse in het vak dierpsychologie.
In de zomer van 1936 verbleef Heubel in verband met haar studie enige tijd in Berlijn. Ze raakte onder de indruk van Adolf Hitler en de 'kameraadschap, discipline en geestdriftige inzet' van de nazi-beweging. Een jaar later maakte ze samen met Wim een reis naar Nederlands-Indië, waar haar oudste broer Dolf als landbouwingenieur werkte. Toen ze weer terug was in Nederland verliet ze de NSB, omdat ze van mening was dat de rassenhygiëne niet consequent genoeg in de partij werd nageleefd. Ze vond ook dat partijleider Anton Mussert haar zorgen niet genoeg deelde. Medio 1939 ontmoette ze, via haar broer, Meinoud Rost van Tonningen. Tijdens de Duitse inval in Nederland op 10 mei 1940 bevond Florentine Heubel zich in Berlijn. Daar hoorde ze van de Duitse invasie, die ze later zou uitleggen als 'de Duitsers wilden een doorgang verschaffen om dicht bij de Engelsen te komen, die vanaf Chamberlain al op twee paarden hebben gewed' (Het zwarte schaap, 1 juli 2000).

## Huwelijk met Rost van Tonningen

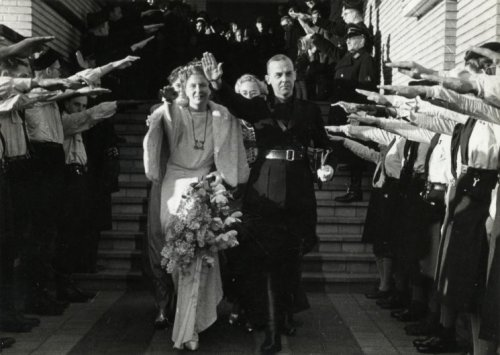
Huwelijk van Meinoud en Florrie Rost van Tonningen op 21 december 1940

Op 21 december 1940, de dag van de Winterzonnewende, trad Heubel in het huwelijk met Meinoud Rost van Tonningen. Desgevraagd had Heinrich Himmler, de Duitse Reichsführer-SS, toestemming verleend en de kwartierstaten goedgekeurd. Het echtpaar Rost van Tonningen kreeg drie zonen, waaronder de publicist en zakenman Grimbert. Hun kinderen zouden vanaf de jaren tachtig openlijk afstand nemen van de politieke standpunten van hun ouders. De jongste zoon werd geboren op 28 april 1945, op de dag dat haar broer Wim Heubel vechtend voor de SS-divisie Landstorm Nederland in de buurt van Elst sneuvelde. Florentine verbleef op dat moment met haar kinderen op Terschelling. Kort daarna zou ze via Cuxhaven naar Goslar in Duitsland vluchten, waar ook haar ouders verbleven en waar de familie Heubel vanouds bezittingen had. Echtgenoot Meinoud werd op 8 mei door de Canadese geallieerden gevangengenomen.
Vlak na de oorlog kwam Meinoud Rost van Tonningen om het leven in de gevangenis van Scheveningen, waar hij in afwachting van zijn proces gevangenzat. Hij zou over de balustrade van een trap zijn gesprongen. Rost van Tonningen-Heubel heeft altijd bestreden dat haar man zelfmoord pleegde; volgens haar was hij vermoord. Het motief zou zijn geweest dat haar man als president van De Nederlandsche Bank te veel wist over zwartgeldtransacties van prominente personen. In de televisie-uitzending van Het zwarte schaap op 1 juli 2000 sprak voormalig RIOD-medewerker Hans van der Leeuw over een 'gezelfmoord zijn' van Rost van Tonningen, wat zou inhouden dat hij in de gevangenis tot zelfmoord was gedreven. Zijn NIOD-collega David Barnouw nam afstand van die uitspraak. Hij wees erop dat Rost van Tonningen slechts zes uur in de gevangenis van Scheveningen doorgebracht had en twee weken voor zijn dood al een zelfmoordpoging gedaan had.

## De Zwarte Weduwe

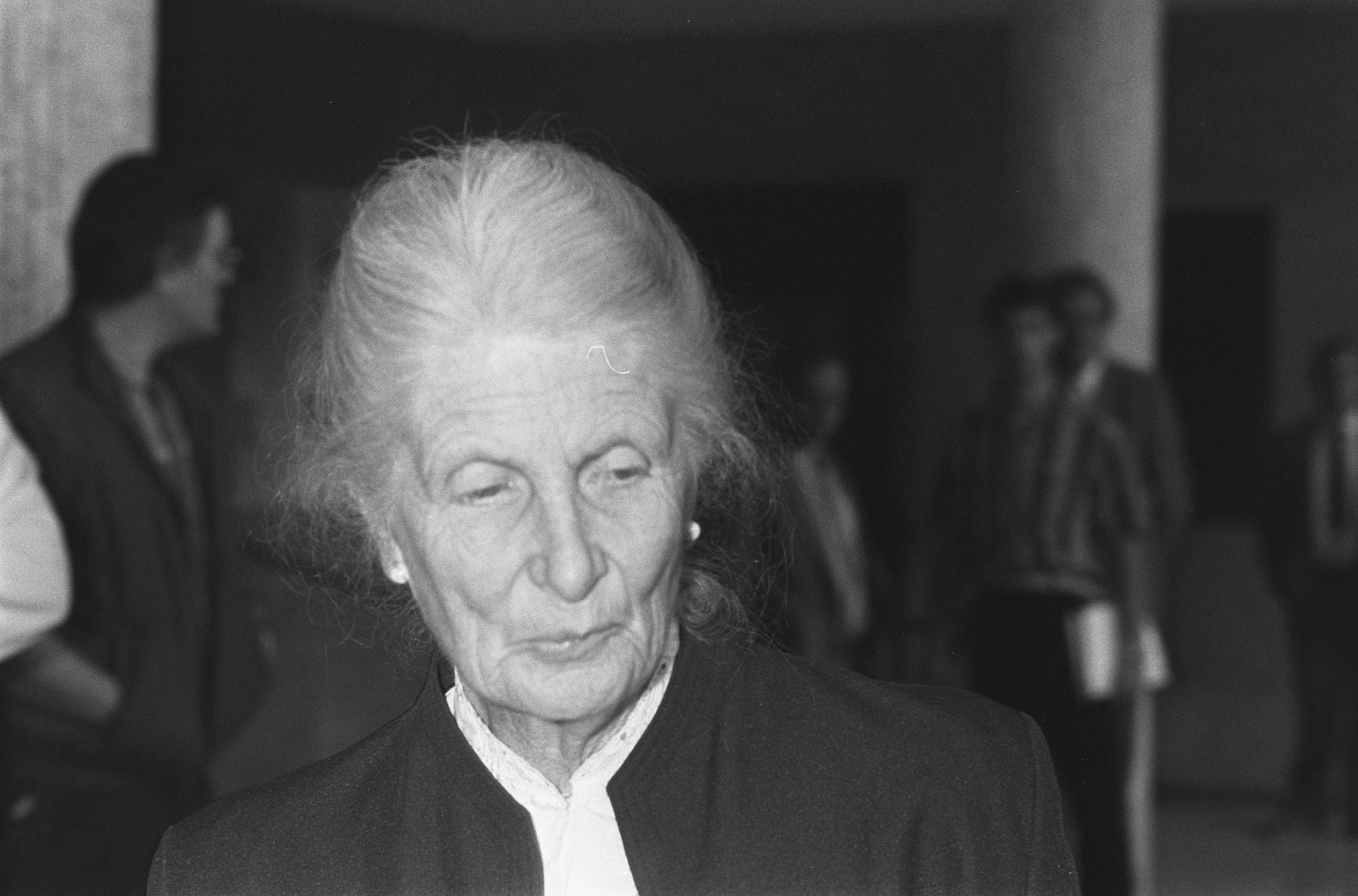
Rost van Tonningen in 1986

Na de dood van haar man bleef Rost van Tonningen-Heubel actief in diverse extreemrechtse bewegingen. Aanvankelijk leefde ze in armoede en was ze zoals veel voormalige nationaalsocialisten onder curatele geplaatst. Haar curator Anton Leo de Block, griffier van de Eerste Kamer, plaatste de drie zonen van Rost van Tonningen-Heubel onder toeziend voogdij van haar zwager Nico Rost van Tonningen, die vanaf 1948 eerst adjudant en later grootmeester was van koningin Juliana. Zoon Grimbert zou later zijn moeder verlaten om in eerste instantie bij de familie Fentener van Vlissingen en daarna bij de secretaris van koningin Juliana, Jan van der Hoeven, in te trekken.
Haar hele leven zou in het teken staan van het gevecht tot eerherstel van haar man. Kort na de oorlog werd Rost van Tonningen in audiëntie ontvangen door paus Pius XII, waar ze een onderhoud had over haar man Meinoud, die bij deze paus bekend was uit de wereld van de diplomatie. In 1952 verruilde ze haar woning aan de Haagse Frankenslag voor een villa in Velp, waar ze door middel van een driehoeksruil aan was gekomen. De villa droeg de naam "Ben Trovato" (Italiaans voor 'goed gevonden'). In deze naam zag Rost van Tonningen een teken van hogerhand, omdat de eerste twee letters van de woorden in de achternaam van haar man erin voorkwamen (ROst VAn TOnningen). Ze had intussen een eigen bedrijf, Verina BV, dat handelde in verwarmingsapparatuur en tevens patent had op de droogmolen. Ondertussen liepen de processen om het graf van haar man te vinden door tot aan de Raad van State. In 1968 verscheen ze in de documentaire Portret van Anton Adriaan Mussert van regisseur Paul Verhoeven. Dit was de eerste keer dat ze publiekelijk aan het woord kwam. Vanaf de oorlogsjaren tot aan het eind van de jaren zeventig leefde de weduwe in betrekkelijke anonimiteit, mede ook door haar drukke werkzaamheden voor Verina BV. Dat veranderde toen er vanaf 1979 in het huis van de weduwe besloten bijeenkomsten van "gelijkgestemden" plaatsvonden. Begin jaren tachtig haalden deze bezoeken ook de media en resulteerde dit meermalen in huiszoekingen door de politie, overigens nooit met enig resultaat. Rond haar pensioenproces (1986) werd een poging gedaan haar huis in brand te steken. 'Huiszoekingen, kapotte ramen en brandstichtingen waren aan de orde van de dag', zo schrijft zij in haar boek Op zoek naar mijn huwelijksring.
Rost van Tonningen werd meerdere malen veroordeeld wegens het verspreiden van nazi-lectuur en voor het organiseren van nationaalsocialistische bijeenkomsten, zoals een winterwendefeest. In 1988 verloor zij een kort geding dat was aangespannen door Kitty Courbois wegens het gebruik van een portret van deze actrice uit Op hoop van zegen in een folder. Dat deze folder slechts in de beperkte oplage van het Consortiumblad was verspreid kon het bezwaar dat de actrice op geen enkele wijze met de weduwe Rost van Tonningen en haar opvattingen geassocieerd wilde worden, niet wegnemen.

## Pensioen
Rost van Tonningen ontving tot haar dood een weduwepensioen van de Nederlandse staat omdat haar man parlementslid was geweest. Toen dat in 1986 publiek bekend raakte, zorgde dat voor veel ophef. Ondanks een hoorzitting in de Tweede Kamer behield ze het pensioen. Op 1 juli 2000 verscheen de Zwarte Weduwe in het VARA-televisieprogramma Het zwarte schaap. In deze uitzending, waarin zij de Holocaust betwijfelde en de nadruk legde op de naar haar zeggen 488.000 doden van het geallieerde bombardement op de stad Dresden, verdedigde de 85-jarige weduwe zo hardnekkig het nazi-gedachtegoed dat de VARA dacht aan het schrappen van de uitzending.
Rost van Tonningen had vergevorderde plannen om in 2000 van haar villa in Velp naar een flatwoning in Arnhem te verhuizen, maar juridische protesten uit de buurt weerhielden haar ervan. Kort daarna verhuisde ze naar België, naar eigen zeggen 'in ballingschap' omdat het leven haar in Nederland onmogelijk werd gemaakt. Tot aan haar dood bleef ze het gedachtegoed van het nationaalsocialisme trouw.
Rost van Tonningen werd op sommige plaatsen als 'vip' ontvangen, zoals op hoge leeftijd bij het Ulrichsbergtreffen in Oostenrijk en het Europäischen Kongress der Jugend in Thessaloniki.

## Overlijden en begrafenis
Reeds in 1996 had Rost van Tonningen een graf gekocht op Begraafplaats Heiderust in Rheden en een grafsteen laten maken met haar naam, geboortedatum en het opschrift 'De Waarheid maakt vrij'. De plek was al voor de aankoop omstreden; omwonenden vreesden dat het graf een trekpleister kon worden voor rechts-extremisten.
In 2007 stierf Florrie Rost van Tonningen-Heubel op 92-jarige leeftijd in haar woning te Waasmunster (België). Ze werd overleefd door haar drie zonen en twaalf kleinkinderen. Op 30 maart 2007 werd zij in besloten kring begraven in het door haar gekochte graf te Rheden. De gemeente Rheden besloot het tijdstip van de begrafenis geheim te houden om een massale toeloop van zowel nationaalsocialistisch publiek als tegenstanders daarvan te voorkomen. Voor de begrafenis werden door de gemeente bijeenkomsten met bezorgde omwonenden gehouden. In 2023 is het graf geruimd.
Haar drie kinderen – die altijd afstand hadden genomen van het gedachtegoed van hun moeder – hadden anderen verzocht hun moeder met rust te laten op de begraafplaats. Constant Kusters, voorman van de Nederlandse Volks-Unie (NVU), verklaarde hierop: "Die kinderen kunnen de pest krijgen, want ze zijn altijd tegen ons en hun moeder geweest."

## Trivia
- De roman De ordening (1998) van Kees van Beijnum is gedeeltelijk gebaseerd op het leven van Florrie Rost van Tonningen. Het boek werd in 2003 verfilmd door Pieter Kuijpers met Dora van der Groen als de weduwe en Angela Schijf als de jonge studente die haar archief ordent. Kort voor de première van de film gaf Rost van Tonningen aan niets van het boek en de film De ordening te weten.[8]

## Werk
- Wir haben den Nationalsozialismus erlebt, Kritik-Verlag, Lausanne 1983
- Holland und das Deutsche Reich. Drei Reden. Teil II, De Levensboom, Velp 1989
- Die unzerstörbaren Erlöser! Heilbringend – Unverbrüchlich, 3e dr. De Levensboom, Velp 1993; vert. The Indestructible Saviour.
- Op zoek naar mijn huwelijksring, De Levensboom, Velp en De Krijger, Erembodegem (België), 1990, ISBN 90-72345-14-2, vert. Auf der Suche nach meinem Ehering: ein Stück europäischer Zeitgeschichte im Holland der Jahre 1900-1990, Remer-Heipke-Verlag. Bad Kissingen, 1992; Triumph and Tragedy: Some Personal Remembrances of Dutch and European History in the 20th Century, De Levensboom, Velp, 1998
- Licht en kleur, De Levensboom, Velp, 1994, vert. Licht und Farbe. Ölgemälden, versehen von Gedichten
- 1994: Das Rost Van Tonningen Jahr, De Levensboom, Velp 1994
- Ode aan alle gevallenen van de Lage Landen, De Levensboom, Velp, 1995
- Die Wahrheit, das Licht, De Levensboom, Velp, 1996
- Ieder zijn waarheid, De Levensboom, Velp, 2005, vert. Jedem seine Wahrheit, Der Lebensbaum, z.pl. 2005
- ABC van de NSB: wie is wie, De Levensboom, Velp, z.j.
- Die Niederländische Ost-Kompagnie A.G.: die Pionierarbeit von Dr. M.M. Rost van Tonningen im Osten, z.j.